# Malmtjärnen (Bräcke socken, Jämtland)
Malmtjärnen är en sjö i Bräcke kommun i Jämtland och ingår i Ljungans huvudavrinningsområde. Sjön har en area på 0,0338 kvadratkilometer och ligger 403,2 meter över havet. Malmtjärnen ligger i Helvetesbrännan (norra) Natura 2000-område. Sjön avvattnas av vattendraget Rångebäcken.

## Delavrinningsområde
Malmtjärnen ingår i det delavrinningsområde (694448-147371) som SMHI kallar för Ovan 694375-147533. Medelhöjden är 439 meter över havet och ytan är 4,4 kvadratkilometer. Det finns inga avrinningsområden uppströms utan avrinningsområdet är högsta punkten. Rångebäcken som avvattnar avrinningsområdet har biflödesordning 4, vilket innebär att vattnet flödar genom totalt 4 vattendrag innan det når havet efter 137 kilometer. Avrinningsområdet består mestadels av skog (97 procent). Avrinningsområdet har 0,08 kvadratkilometer vattenytor vilket ger det en sjöprocent på 1,8 procent.